# Héroï-comique
 (février 2012).
Si vous disposez d'ouvrages ou d'articles de référence ou si vous connaissez des sites web de qualité traitant du thème abordé ici, merci de compléter l'article en donnant les références utiles à sa vérifiabilité et en les liant à la section « Notes et références ».
Le registre héroï-comique (ou héroïcomique) est un art du décalage qui consiste à traiter un sujet bas en style élevé (on appelle burlesque le décalage inverse, qui consiste à traiter un sujet noble en style vulgaire).

## Histoire
On considère généralement la Batrachomyomachie comme le plus ancien poème héroï-comique. Cette œuvre est traditionnellement attribuée à Homère, bien que ce ne soit pas certain.
Après cette œuvre, pendant plus de deux mille ans, on n'a quasiment pas retrouvé de traces de poèmes héroï-comiques.
Mais pendant le XVIIe et le XVIIIe siècle le genre héroï-comique fleurit dans plusieurs pays d'Europe.
Dans cette époque, en effet, le poème chevaleresque n'était plus en vogue, parce qu'il avait été l'expression de la société féodale. Parmi les nouveaux genres littéraires qui s'affirmaient, la littérature satirique était particulièrement efficace dans la critique de la société traditionnelle, de ses valeurs, de ses règles, de ses habitudes.
À côté du roman picaresque espagnol et du roman burlesque français, en Italie fleurissait le poema eroicomico.
Dans ce pays les écrivains qui s'obstinaient à écrire des poèmes héroïques à la manière du  Tasse, suivant les règles que cet auteur avait fixées dans ses Discorsi del poema eroico et qu'il avait réalisées dans son chef-d'œuvre, La Jérusalem délivrée, étaient considérés arriérés.
Le nouveau genre héroï-comique utilisait la même métrique, le même vocabulaire, la même rhétorique que le poème héroïque, mais en renversait le signifié, en situant les vicissitudes typiques du genre épique dans des contextes plus familiers au lecteur, aux fins de ridiculiser les poèmes traditionnels. Il s'agissait d'une vraie parodie du genre épique.
Lo scherno degli dèi (La moquerie des dieux) de Francesco Bracciolini fut le premier poème héroï-comique à être imprimé, en 1618. Cependant la première œuvre de ce genre à être écrite fut La secchia rapita (Le seau enlevé) de Alessandro Tassoni, qui est aussi le chef-d'œuvre du poema eroicomico italien, mais qui fut publié seulement en 1622.
Parmi les autres exemples de poèmes héroï-comiques italiens, on citera plus particulièrement le Viaggio di Colonia de Antonio Abbondanti (1625), L'asino par Carlo de' Dottori (1652), La Troja rapita de Loreto Vittori (1662), Il Malmantile racquistato par Lorenzo Lippi (1688), La presa di San Miniato de Ippolito Neri (1764).
On écrivait des poèmes héroï-comiques en patois aussi. La plus fameuse de ces œuvres est La Vaiasseide de Giulio Cesare Cortese du 1612 en napolitain.
En romanesco Giovanni Camillo Peresio écrivit Il maggio romanesco (1688), Giuseppe Berneri publia en 1695 Meo Patacca et Benedetto Micheli imprima La libbertà romana acquistata e defesa en 1765.
Ces compositions-ci unissent aux caractères du genre héroï-comique ceux de la Commedia dell'Arte.
Après la traduction du Don Quichotte en Angleterre, les écrivains de ce pays commencèrent à imiter le langage emphatique des romans chevaleresques pour décrire des caractères dont on voulait se moquer. Le premier poème héroï-comique anglais fut Hudibras, écrit par Samuel Butler en 1662–1674.
À l'opéra, le dramma eroicomico, dans la dernière partie du XVIIIe siècle, diverge de la définition traditionnelle : il s'agit d'un opéra bouffe avec une thématique héroïque – ce qui correspond davantage à la définition traditionnelle du burlesque. (Exemple : Palmira, regina di Persia de Gamerra, avec une musique de Salieri, où trois rois combattent un monstre pour la main de la reine.)
Le genre littéraire qui se moque des poèmes épiques et héroïques en anglais est appelé mock-epic ou mock-heroic.